# Danmark Rundt 2021
Danmark Rundt 2021, ze względów sponsorskich znany również jako PostNord Danmark Rundt 2021 – 30. edycja wyścigu kolarskiego Danmark Rundt, która odbyła się w dniach od 10 do 14 sierpnia 2021 na liczącej ponad 783 kilometry trasie składającej się z 5 etapów i biegnącej z miasta Struer do Frederiksberga. Impreza kategorii 2.Pro była częścią UCI ProSeries 2021.

## Etapy
| Etap | Data   | Start – Meta                  | type                       | Dystans (km) | Suma wzniesień (m) | Zwycięzca etapu   | Lider             |
| ---- | ------ | ----------------------------- | -------------------------- | ------------ | ------------------ | ----------------- | ----------------- |
| 1    | 10 sie | Struer – Esbjerg              | płaski                     | 175,3        | 349 m              | Dylan Groenewegen | Dylan Groenewegen |
| 2    | 11 sie | Ribe – Sønderborg             | płaski                     | 189,6        | 793 m              | Mads Pedersen     | Dylan Groenewegen |
| 3    | 12 sie | Tønder – Vejle                | pagórkowaty                | 219,2        | 1760 m             | Remco Evenepoel   | Remco Evenepoel   |
| 4    | 13 sie | Holbæk – Kalundborg           | pagórkowaty                | 188,4        | 1340 m             | Colin Joyce       | Remco Evenepoel   |
| 5    | 14 sie | Frederiksberg – Frederiksberg | jazda indywidualna na czas | 10,8         | 24 m               | Remco Evenepoel   | Remco Evenepoel   |

## Uczestnicy

### Drużyny
| WorldTeams (6)- Deceuninck-Quick Step - Jumbo-Visma - Lotto Soudal - Qhubeka NextHash - Team DSM - Trek-Segafredo ProTeams (7)- Bardiani CSF Faizanè - Bingoal Pauwels Sauces WB - Team Novo Nordisk - Rally Cycling - Sport Vlaanderen-Baloise - Uno-X Pro Cycling Team - Vini Zabù Continental teams (5)- BHS-PL Beton Bornholm - ColoQuick - HRE Mazowsze Serce Polski - Restaurant Suri-Carl Ras - Riwal Reprezentacja- Dania |
| |

### Lista startowa
| Uno-X Pro Cycling Team UXT | Uno-X Pro Cycling Team UXT | Uno-X Pro Cycling Team UXT |
| -------------------------- | -------------------------- | -------------------------- |
| Nr                         | Kolarz                     | Miejsce                    |
| 1                          | Niklas Larsen (DEN)        | DNS-2                      |
| 2                          | Rasmus Tiller (NOR)        | 14.                        |
| 3                          | Anders Skaarseth (NOR)     | 46.                        |
| 4                          | Kristoffer Halvorsen (NOR) | DNF-2                      |
| 5                          | Daniel Hoelgaard (NOR)     | DNF-3                      |
| 6                          | Morten Hulgaard (DEN)      | 67.                        |
| 7                          | Anthon Charmig (DEN)       | 7.                         |

| Deceuninck-Quick Step DQT | Deceuninck-Quick Step DQT | Deceuninck-Quick Step DQT |
| ------------------------- | ------------------------- | ------------------------- |
| Nr                        | Kolarz                    | Miejsce                   |
| 11                        | Mark Cavendish (GBR)      | 21.                       |
| 12                        | Shane Archbold (NZL)      | 80.                       |
| 13                        | Iljo Keisse (BEL)         | 87.                       |
| 14                        | Yves Lampaert (BEL)       | DNS-2                     |
| 15                        | Michael Mørkøv (DEN)      | 18.                       |
| 16                        | Jannik Steimle (GER)      | 15.                       |
| 17                        | Remco Evenepoel (BEL)     | 1.                        |

| Trek-Segafredo TFS | Trek-Segafredo TFS      | Trek-Segafredo TFS |
| ------------------ | ----------------------- | ------------------ |
| Nr                 | Kolarz                  | Miejsce            |
| 21                 | Mads Pedersen (DEN)     | 2.                 |
| 22                 | Julien Bernard (FRA)    | 9.                 |
| 23                 | Jakob Egholm (DEN)      | 94.                |
| 24                 | Alexander Kamp (DEN)    | 62.                |
| 25                 | Matteo Moschetti (ITA)  | DNF-4              |
| 26                 | Michel Ries (LUX)       | DNF-4              |
| 27                 | Mattias Skjelmose (DEN) | 8.                 |

| Team DSM DSM | Team DSM DSM               | Team DSM DSM |
| ------------ | -------------------------- | ------------ |
| Nr           | Kolarz                     | Miejsce      |
| 31           | Søren Kragh Andersen (DEN) | 6.           |
| 32           | Tim Naberman (NED)         | 63.          |
| 33           | Cees Bol (NED)             | 41.          |
| 34           | Casper Pedersen (DEN)      | OTL-3        |
| 35           | Martin Salmon (GER)        | 84.          |
| 36           | Joris Nieuwenhuis (NED)    | 54.          |
| 37           | Tobias Lund Andresen (DEN) | DNS-2        |

| Jumbo-Visma TJV | Jumbo-Visma TJV           | Jumbo-Visma TJV |
| --------------- | ------------------------- | --------------- |
| Nr              | Kolarz                    | Miejsce         |
| 41              | Dylan Groenewegen (NED)   | 28.             |
| 42              | Edoardo Affini (ITA)      | 42.             |
| 43              | Chris Harper (AUS)        | 65.             |
| 44              | Timo Roosen (NED) (szosa) | 38.             |
| 45              | Mike Teunissen (NED)      | 3.              |
| 46              | Tim van Dijke (NED)       | 43.             |
| 47              | Rick Pluimers (NED)       | 17.             |

| Qhubeka NextHash TQA | Qhubeka NextHash TQA          | Qhubeka NextHash TQA |
| -------------------- | ----------------------------- | -------------------- |
| Nr                   | Kolarz                        | Miejsce              |
| 51                   | Lasse Norman Leth (DEN)       | 91.                  |
| 52                   | Antonio Puppio (ITA)          | 26.                  |
| 53                   | Michael Gogl (AUT)            | 51.                  |
| 54                   | Giacomo Nizzolo (ITA) (szosa) | 22.                  |
| 55                   | Matteo Pelucchi (ITA)         | 102.                 |
| 56                   | Mauro Schmid (SUI)            | DNF-4                |
| 57                   | Andreas Stokbro (DEN)         | 49.                  |

| Lotto-Soudal LTS | Lotto-Soudal LTS         | Lotto-Soudal LTS |
| ---------------- | ------------------------ | ---------------- |
| Nr               | Kolarz                   | Miejsce          |
| 61               | Tosh Van der Sande (BEL) | 5.               |
| 62               | Sébastien Grignard (BEL) | 39.              |
| 63               | Kamil Małecki (POL)      | 55.              |
| 64               | Harry Sweeny (AUS)       | DNS-3            |
| 65               | Gerben Thijssen (BEL)    | 35.              |

| Vini Zabù THR | Vini Zabù THR              | Vini Zabù THR |
| ------------- | -------------------------- | ------------- |
| Nr            | Kolarz                     | Miejsce       |
| 71            | Jakub Mareczko (ITA)       | 93.           |
| 72            | Marco Frapporti (ITA)      | DNF-4         |
| 73            | Simone Bevilacqua (ITA)    | 92.           |
| 74            | Mattia Bevilacqua (ITA)    | 61.           |
| 75            | Davide Orrico (ITA)        | 30.           |
| 76            | Riccardo Stacchiotti (ITA) | 83.           |
| 77            | Etienne van Empel (NED)    | DNF-2         |

| Rally Cycling RLY | Rally Cycling RLY         | Rally Cycling RLY |
| ----------------- | ------------------------- | ----------------- |
| Nr                | Kolarz                    | Miejsce           |
| 81                | Robin Carpenter (USA)     | 32.               |
| 82                | Pier-André Côté (CAN)     | 13.               |
| 83                | Matteo Dal-Cin (CAN)      | DNS-2             |
| 84                | Arvid de Kleijn (NED)     | 33.               |
| 85                | Adam de Vos (CAN) (szosa) | 79.               |
| 86                | Colin Joyce (USA)         | 20.               |
| 87                | Nickolas Zukowsky (CAN)   | 37.               |

| Team Novo Nordisk TNN | Team Novo Nordisk TNN | Team Novo Nordisk TNN |
| --------------------- | --------------------- | --------------------- |
| Nr                    | Kolarz                | Miejsce               |
| 91                    | Umberto Poli (ITA)    | 98.                   |
| 92                    | Andrea Peron (ITA)    | 90.                   |
| 93                    | David Lozano (ESP)    | 44.                   |
| 94                    | Declan Irvine (AUS)   | OTL-5                 |
| 95                    | Sam Brand (GBR)       | 97.                   |
| 96                    | Péter Kusztor (HUN)   | 104.                  |
| 97                    | Robbe Ceurens (BEL)   | DNF-3                 |

| Bingoal Pauwels Sauces WB BWB | Bingoal Pauwels Sauces WB BWB | Bingoal Pauwels Sauces WB BWB |
| ----------------------------- | ----------------------------- | ----------------------------- |
| Nr                            | Kolarz                        | Miejsce                       |
| 101                           | Timothy Dupont (BEL)          | 36.                           |
| 102                           | Jonas Castrique (BEL)         | 85.                           |
| 103                           | Milan Menten (BEL)            | 11.                           |
| 104                           | Laurenz Rex (BEL)             | 66.                           |
| 105                           | Jelle Declerck (BEL)          | 86.                           |
| 106                           | Dorian de Maeght (BEL)        | 52.                           |
| 107                           | Nathan Vandepitte (FRA)       | 100.                          |

| Sport Vlaanderen-Baloise SVB | Sport Vlaanderen-Baloise SVB | Sport Vlaanderen-Baloise SVB |
| ---------------------------- | ---------------------------- | ---------------------------- |
| Nr                           | Kolarz                       | Miejsce                      |
| 111                          | Ruben Apers (BEL)            | 59.                          |
| 112                          | Aaron Van Poucke (BEL)       | 53.                          |
| 113                          | Gilles De Wilde (BEL)        | DNF-3                        |
| 114                          | Thomas Sprengers (BEL)       | 40.                          |
| 115                          | Kenneth Van Rooy (BEL)       | 19.                          |
| 116                          | Jordi Warlop (BEL)           | 47.                          |
| 117                          | Thimo Willems (BEL)          | 29.                          |

| Bardiani CSF Faizanè BCF | Bardiani CSF Faizanè BCF | Bardiani CSF Faizanè BCF |
| ------------------------ | ------------------------ | ------------------------ |
| Nr                       | Kolarz                   | Miejsce                  |
| 121                      | Enrico Battaglin (ITA)   | 48.                      |
| 122                      | Filippo Fiorelli (ITA)   | 60.                      |
| 123                      | Mirco Maestri (ITA)      | 68.                      |
| 124                      | Fabio Mazzucco (ITA)     | 58.                      |
| 125                      | Alessandro Tonelli (ITA) | DNF-2                    |
| 126                      | Tomas Trainini (ITA)     | DNF-3                    |
| 127                      | Samuele Zoccarato (ITA)  | 71.                      |

| HRE Mazowsze Serce Polski MSP | HRE Mazowsze Serce Polski MSP | HRE Mazowsze Serce Polski MSP |
| ----------------------------- | ----------------------------- | ----------------------------- |
| Nr                            | Kolarz                        | Miejsce                       |
| 131                           | Adrian Banaszek (POL)         | 82.                           |
| 132                           | Alan Banaszek (POL)           | DNS-3                         |
| 133                           | Norbert Banaszek (POL)        | 95.                           |
| 134                           | Paweł Bernas (POL)            | 76.                           |
| 135                           | Jakub Kaczmarek (POL)         | 57.                           |
| 136                           | Adrian Kurek (POL)            | 99.                           |
| 137                           | Mihkel Räim (EST) (szosa)     | DNF-4                         |

| Riwal Cycling Team RIW | Riwal Cycling Team RIW   | Riwal Cycling Team RIW |
| ---------------------- | ------------------------ | ---------------------- |
| Nr                     | Kolarz                   | Miejsce                |
| 141                    | Jesper Hansen (DEN)      | 31.                    |
| 142                    | Lucas Eriksson (SWE)     | 10.                    |
| 143                    | Tobias Kongstad (DEN)    | 64.                    |
| 144                    | Nick van der Lijke (NED) | 4.                     |
| 145                    | Elmar Reinders (NED)     | DNF-3                  |
| 146                    | Rasmus Quaade (DEN)      | 88.                    |
| 147                    | Morten Nørtoft (DEN)     | 73.                    |

| ColoQuick TCQ | ColoQuick TCQ                    | ColoQuick TCQ |
| ------------- | -------------------------------- | ------------- |
| Nr            | Kolarz                           | Miejsce       |
| 151           | Frederik Muff (DEN)              | 96.           |
| 152           | Mads Østergaard Kristensen (DEN) | 23.           |
| 153           | Jeppe Aaskov Pallesen (DEN)      | 12.           |
| 154           | Nicolai Brøchner (DEN)           | 89.           |
| 155           | Mads Andersen (DEN)              | 101.          |
| 156           | Alexander Salby (DEN)            | 81.           |
| 157           | Kasper Andersen (DEN)            | 34.           |

| Restaurant Suri-Carl Ras SCC | Restaurant Suri-Carl Ras SCC       | Restaurant Suri-Carl Ras SCC |
| ---------------------------- | ---------------------------------- | ---------------------------- |
| Nr                           | Kolarz                             | Miejsce                      |
| 161                          | Christian Ingemann Lindquist (DEN) | 103.                         |
| 162                          | Mathias Larsen (DEN)               | 74.                          |
| 163                          | Sebastian Nielsen (DEN)            | 50.                          |
| 164                          | Rasmus Pedersen (DEN)              | DNF-2                        |
| 165                          | Rasmus Hestbek Lund                | DNF-2                        |
| 166                          | Julius Nowak Dalner                | DNF-3                        |
| 167                          | Markus Kramer                      | DNF-3                        |

| BHS-PL Beton Bornholm BPC | BHS-PL Beton Bornholm BPC    | BHS-PL Beton Bornholm BPC |
| ------------------------- | ---------------------------- | ------------------------- |
| Nr                        | Kolarz                       | Miejsce                   |
| 171                       | Emil Toudal (DEN)            | 77.                       |
| 172                       | Mads Rahbek (DEN)            | 16.                       |
| 173                       | Frederik Irgens Jensen (DEN) | 56.                       |
| 174                       | Mathias Bregnhøj (DEN)       | 45.                       |
| 175                       | Nils Lau Nyborg Broge (DEN)  | 27.                       |
| 176                       | Martin Toft Madsen (DEN)     | DNF-2                     |
| 177                       | Adam Holm Jørgensen (DEN)    | 75.                       |

| Dania DEN | Dania DEN               | Dania DEN |
| --------- | ----------------------- | --------- |
| Nr        | Kolarz                  | Miejsce   |
| 181       | Louis Bendixen          | 24.       |
| 182       | Anders Foldager         | 105.      |
| 183       | Rasmus Søjberg Pedersen | 69.       |
| 184       | Rasmus Bøgh Wallin      | 78.       |
| 185       | Daniel Stampe           | 70.       |
| 186       | Magnus Bak Klaris       | 25.       |
| 187       | Simon Bak               | 72.       |

| Uno-X Pro Cycling Team UXT | Uno-X Pro Cycling Team UXT | Uno-X Pro Cycling Team UXT |
| -------------------------- | -------------------------- | -------------------------- |
| Nr                         | Kolarz                     | Miejsce                    |
| 1                          | Niklas Larsen (DEN)        | DNS-2                      |
| 2                          | Rasmus Tiller (NOR)        | 14.                        |
| 3                          | Anders Skaarseth (NOR)     | 46.                        |
| 4                          | Kristoffer Halvorsen (NOR) | DNF-2                      |
| 5                          | Daniel Hoelgaard (NOR)     | DNF-3                      |
| 6                          | Morten Hulgaard (DEN)      | 67.                        |
| 7                          | Anthon Charmig (DEN)       | 7.                         |

| Deceuninck-Quick Step DQT | Deceuninck-Quick Step DQT | Deceuninck-Quick Step DQT |
| ------------------------- | ------------------------- | ------------------------- |
| Nr                        | Kolarz                    | Miejsce                   |
| 11                        | Mark Cavendish (GBR)      | 21.                       |
| 12                        | Shane Archbold (NZL)      | 80.                       |
| 13                        | Iljo Keisse (BEL)         | 87.                       |
| 14                        | Yves Lampaert (BEL)       | DNS-2                     |
| 15                        | Michael Mørkøv (DEN)      | 18.                       |
| 16                        | Jannik Steimle (GER)      | 15.                       |
| 17                        | Remco Evenepoel (BEL)     | 1.                        |

| Trek-Segafredo TFS | Trek-Segafredo TFS      | Trek-Segafredo TFS |
| ------------------ | ----------------------- | ------------------ |
| Nr                 | Kolarz                  | Miejsce            |
| 21                 | Mads Pedersen (DEN)     | 2.                 |
| 22                 | Julien Bernard (FRA)    | 9.                 |
| 23                 | Jakob Egholm (DEN)      | 94.                |
| 24                 | Alexander Kamp (DEN)    | 62.                |
| 25                 | Matteo Moschetti (ITA)  | DNF-4              |
| 26                 | Michel Ries (LUX)       | DNF-4              |
| 27                 | Mattias Skjelmose (DEN) | 8.                 |

| Team DSM DSM | Team DSM DSM               | Team DSM DSM |
| ------------ | -------------------------- | ------------ |
| Nr           | Kolarz                     | Miejsce      |
| 31           | Søren Kragh Andersen (DEN) | 6.           |
| 32           | Tim Naberman (NED)         | 63.          |
| 33           | Cees Bol (NED)             | 41.          |
| 34           | Casper Pedersen (DEN)      | OTL-3        |
| 35           | Martin Salmon (GER)        | 84.          |
| 36           | Joris Nieuwenhuis (NED)    | 54.          |
| 37           | Tobias Lund Andresen (DEN) | DNS-2        |

| Jumbo-Visma TJV | Jumbo-Visma TJV           | Jumbo-Visma TJV |
| --------------- | ------------------------- | --------------- |
| Nr              | Kolarz                    | Miejsce         |
| 41              | Dylan Groenewegen (NED)   | 28.             |
| 42              | Edoardo Affini (ITA)      | 42.             |
| 43              | Chris Harper (AUS)        | 65.             |
| 44              | Timo Roosen (NED) (szosa) | 38.             |
| 45              | Mike Teunissen (NED)      | 3.              |
| 46              | Tim van Dijke (NED)       | 43.             |
| 47              | Rick Pluimers (NED)       | 17.             |

| Qhubeka NextHash TQA | Qhubeka NextHash TQA          | Qhubeka NextHash TQA |
| -------------------- | ----------------------------- | -------------------- |
| Nr                   | Kolarz                        | Miejsce              |
| 51                   | Lasse Norman Leth (DEN)       | 91.                  |
| 52                   | Antonio Puppio (ITA)          | 26.                  |
| 53                   | Michael Gogl (AUT)            | 51.                  |
| 54                   | Giacomo Nizzolo (ITA) (szosa) | 22.                  |
| 55                   | Matteo Pelucchi (ITA)         | 102.                 |
| 56                   | Mauro Schmid (SUI)            | DNF-4                |
| 57                   | Andreas Stokbro (DEN)         | 49.                  |

| Lotto-Soudal LTS | Lotto-Soudal LTS         | Lotto-Soudal LTS |
| ---------------- | ------------------------ | ---------------- |
| Nr               | Kolarz                   | Miejsce          |
| 61               | Tosh Van der Sande (BEL) | 5.               |
| 62               | Sébastien Grignard (BEL) | 39.              |
| 63               | Kamil Małecki (POL)      | 55.              |
| 64               | Harry Sweeny (AUS)       | DNS-3            |
| 65               | Gerben Thijssen (BEL)    | 35.              |

| Vini Zabù THR | Vini Zabù THR              | Vini Zabù THR |
| ------------- | -------------------------- | ------------- |
| Nr            | Kolarz                     | Miejsce       |
| 71            | Jakub Mareczko (ITA)       | 93.           |
| 72            | Marco Frapporti (ITA)      | DNF-4         |
| 73            | Simone Bevilacqua (ITA)    | 92.           |
| 74            | Mattia Bevilacqua (ITA)    | 61.           |
| 75            | Davide Orrico (ITA)        | 30.           |
| 76            | Riccardo Stacchiotti (ITA) | 83.           |
| 77            | Etienne van Empel (NED)    | DNF-2         |

| Rally Cycling RLY | Rally Cycling RLY         | Rally Cycling RLY |
| ----------------- | ------------------------- | ----------------- |
| Nr                | Kolarz                    | Miejsce           |
| 81                | Robin Carpenter (USA)     | 32.               |
| 82                | Pier-André Côté (CAN)     | 13.               |
| 83                | Matteo Dal-Cin (CAN)      | DNS-2             |
| 84                | Arvid de Kleijn (NED)     | 33.               |
| 85                | Adam de Vos (CAN) (szosa) | 79.               |
| 86                | Colin Joyce (USA)         | 20.               |
| 87                | Nickolas Zukowsky (CAN)   | 37.               |

| Team Novo Nordisk TNN | Team Novo Nordisk TNN | Team Novo Nordisk TNN |
| --------------------- | --------------------- | --------------------- |
| Nr                    | Kolarz                | Miejsce               |
| 91                    | Umberto Poli (ITA)    | 98.                   |
| 92                    | Andrea Peron (ITA)    | 90.                   |
| 93                    | David Lozano (ESP)    | 44.                   |
| 94                    | Declan Irvine (AUS)   | OTL-5                 |
| 95                    | Sam Brand (GBR)       | 97.                   |
| 96                    | Péter Kusztor (HUN)   | 104.                  |
| 97                    | Robbe Ceurens (BEL)   | DNF-3                 |

| Bingoal Pauwels Sauces WB BWB | Bingoal Pauwels Sauces WB BWB | Bingoal Pauwels Sauces WB BWB |
| ----------------------------- | ----------------------------- | ----------------------------- |
| Nr                            | Kolarz                        | Miejsce                       |
| 101                           | Timothy Dupont (BEL)          | 36.                           |
| 102                           | Jonas Castrique (BEL)         | 85.                           |
| 103                           | Milan Menten (BEL)            | 11.                           |
| 104                           | Laurenz Rex (BEL)             | 66.                           |
| 105                           | Jelle Declerck (BEL)          | 86.                           |
| 106                           | Dorian de Maeght (BEL)        | 52.                           |
| 107                           | Nathan Vandepitte (FRA)       | 100.                          |

| Sport Vlaanderen-Baloise SVB | Sport Vlaanderen-Baloise SVB | Sport Vlaanderen-Baloise SVB |
| ---------------------------- | ---------------------------- | ---------------------------- |
| Nr                           | Kolarz                       | Miejsce                      |
| 111                          | Ruben Apers (BEL)            | 59.                          |
| 112                          | Aaron Van Poucke (BEL)       | 53.                          |
| 113                          | Gilles De Wilde (BEL)        | DNF-3                        |
| 114                          | Thomas Sprengers (BEL)       | 40.                          |
| 115                          | Kenneth Van Rooy (BEL)       | 19.                          |
| 116                          | Jordi Warlop (BEL)           | 47.                          |
| 117                          | Thimo Willems (BEL)          | 29.                          |

| Bardiani CSF Faizanè BCF | Bardiani CSF Faizanè BCF | Bardiani CSF Faizanè BCF |
| ------------------------ | ------------------------ | ------------------------ |
| Nr                       | Kolarz                   | Miejsce                  |
| 121                      | Enrico Battaglin (ITA)   | 48.                      |
| 122                      | Filippo Fiorelli (ITA)   | 60.                      |
| 123                      | Mirco Maestri (ITA)      | 68.                      |
| 124                      | Fabio Mazzucco (ITA)     | 58.                      |
| 125                      | Alessandro Tonelli (ITA) | DNF-2                    |
| 126                      | Tomas Trainini (ITA)     | DNF-3                    |
| 127                      | Samuele Zoccarato (ITA)  | 71.                      |

| HRE Mazowsze Serce Polski MSP | HRE Mazowsze Serce Polski MSP | HRE Mazowsze Serce Polski MSP |
| ----------------------------- | ----------------------------- | ----------------------------- |
| Nr                            | Kolarz                        | Miejsce                       |
| 131                           | Adrian Banaszek (POL)         | 82.                           |
| 132                           | Alan Banaszek (POL)           | DNS-3                         |
| 133                           | Norbert Banaszek (POL)        | 95.                           |
| 134                           | Paweł Bernas (POL)            | 76.                           |
| 135                           | Jakub Kaczmarek (POL)         | 57.                           |
| 136                           | Adrian Kurek (POL)            | 99.                           |
| 137                           | Mihkel Räim (EST) (szosa)     | DNF-4                         |

| Riwal Cycling Team RIW | Riwal Cycling Team RIW   | Riwal Cycling Team RIW |
| ---------------------- | ------------------------ | ---------------------- |
| Nr                     | Kolarz                   | Miejsce                |
| 141                    | Jesper Hansen (DEN)      | 31.                    |
| 142                    | Lucas Eriksson (SWE)     | 10.                    |
| 143                    | Tobias Kongstad (DEN)    | 64.                    |
| 144                    | Nick van der Lijke (NED) | 4.                     |
| 145                    | Elmar Reinders (NED)     | DNF-3                  |
| 146                    | Rasmus Quaade (DEN)      | 88.                    |
| 147                    | Morten Nørtoft (DEN)     | 73.                    |

| ColoQuick TCQ | ColoQuick TCQ                    | ColoQuick TCQ |
| ------------- | -------------------------------- | ------------- |
| Nr            | Kolarz                           | Miejsce       |
| 151           | Frederik Muff (DEN)              | 96.           |
| 152           | Mads Østergaard Kristensen (DEN) | 23.           |
| 153           | Jeppe Aaskov Pallesen (DEN)      | 12.           |
| 154           | Nicolai Brøchner (DEN)           | 89.           |
| 155           | Mads Andersen (DEN)              | 101.          |
| 156           | Alexander Salby (DEN)            | 81.           |
| 157           | Kasper Andersen (DEN)            | 34.           |

| Restaurant Suri-Carl Ras SCC | Restaurant Suri-Carl Ras SCC       | Restaurant Suri-Carl Ras SCC |
| ---------------------------- | ---------------------------------- | ---------------------------- |
| Nr                           | Kolarz                             | Miejsce                      |
| 161                          | Christian Ingemann Lindquist (DEN) | 103.                         |
| 162                          | Mathias Larsen (DEN)               | 74.                          |
| 163                          | Sebastian Nielsen (DEN)            | 50.                          |
| 164                          | Rasmus Pedersen (DEN)              | DNF-2                        |
| 165                          | Rasmus Hestbek Lund                | DNF-2                        |
| 166                          | Julius Nowak Dalner                | DNF-3                        |
| 167                          | Markus Kramer                      | DNF-3                        |

| BHS-PL Beton Bornholm BPC | BHS-PL Beton Bornholm BPC    | BHS-PL Beton Bornholm BPC |
| ------------------------- | ---------------------------- | ------------------------- |
| Nr                        | Kolarz                       | Miejsce                   |
| 171                       | Emil Toudal (DEN)            | 77.                       |
| 172                       | Mads Rahbek (DEN)            | 16.                       |
| 173                       | Frederik Irgens Jensen (DEN) | 56.                       |
| 174                       | Mathias Bregnhøj (DEN)       | 45.                       |
| 175                       | Nils Lau Nyborg Broge (DEN)  | 27.                       |
| 176                       | Martin Toft Madsen (DEN)     | DNF-2                     |
| 177                       | Adam Holm Jørgensen (DEN)    | 75.                       |

| Dania DEN | Dania DEN               | Dania DEN |
| --------- | ----------------------- | --------- |
| Nr        | Kolarz                  | Miejsce   |
| 181       | Louis Bendixen          | 24.       |
| 182       | Anders Foldager         | 105.      |
| 183       | Rasmus Søjberg Pedersen | 69.       |
| 184       | Rasmus Bøgh Wallin      | 78.       |
| 185       | Daniel Stampe           | 70.       |
| 186       | Magnus Bak Klaris       | 25.       |
| 187       | Simon Bak               | 72.       |

Legenda: DNF – nie ukończył etapu, OTL – przekroczył limit czasu, DNS – nie wystartował do etapu, DSQ – zdyskwalifikowany. Numer przy skrócie oznacza etap, na którym kolarz opuścił wyścig.

## Wyniki etapów

### Etap 1
| Struer - Esbjerg | płaski | (175,3 km) |

| \| Klasyfikacja etapu \| Klasyfikacja etapu \| Klasyfikacja etapu \| Klasyfikacja etapu \| Klasyfikacja etapu \| \| Kolarz \| Kolarz \| Państwo \| Drużyna \| Czas \| \| ------------------ \| ------------------ \| ------------------ \| --------------------- \| ------------------ \| \| 1. \| Dylan Groenewegen \| Holandia \| Jumbo-Visma \| 3h 47' 36" \| \| 2. \| Mark Cavendish \| Wielka Brytania \| Deceuninck-Quick Step \| + 0" \| \| 3. \| Giacomo Nizzolo \| Włochy \| Qhubeka NextHash \| + 0" \| \| 4. \| Arvid de Kleijn \| Holandia \| Rally Cycling \| + 2" \| \| 5. \| Cees Bol \| Holandia \| Team DSM \| + 2" \| \| 6. \| Mike Teunissen \| Holandia \| Jumbo-Visma \| + 2" \| \| 7. \| Mads Pedersen \| Dania \| Trek-Segafredo \| + 2" \| \| 8. \| Tosh Van der Sande \| Belgia \| Lotto-Soudal \| + 2" \| \| 9. \| Jannik Steimle \| Niemcy \| Deceuninck-Quick Step \| + 2" \| \| 10. \| Louis Bendixen \| Dania \| Dania \| + 2" \| |                    |                 |                       |            |
| |                    |                 |                       |            |
| Źródło: ProCyclingStats |                    |                 |                       |            |
| Klasyfikacja etapu |                    |                 |                       |            |
| Kolarz | Kolarz             | Państwo         | Drużyna               | Czas       |
| 1. | Dylan Groenewegen  | Holandia        | Jumbo-Visma           | 3h 47' 36" |
| 2. | Mark Cavendish     | Wielka Brytania | Deceuninck-Quick Step | + 0"       |
| 3. | Giacomo Nizzolo    | Włochy          | Qhubeka NextHash      | + 0"       |
| 4. | Arvid de Kleijn    | Holandia        | Rally Cycling         | + 2"       |
| 5. | Cees Bol           | Holandia        | Team DSM              | + 2"       |
| 6. | Mike Teunissen     | Holandia        | Jumbo-Visma           | + 2"       |
| 7. | Mads Pedersen      | Dania           | Trek-Segafredo        | + 2"       |
| 8. | Tosh Van der Sande | Belgia          | Lotto-Soudal          | + 2"       |
| 9. | Jannik Steimle     | Niemcy          | Deceuninck-Quick Step | + 2"       |
| 10. | Louis Bendixen     | Dania           | Dania                 | + 2"       |

| \| Klasyfikacja generalna \| Klasyfikacja generalna \| Klasyfikacja generalna \| Klasyfikacja generalna \| Klasyfikacja generalna \| \| Kolarz \| Kolarz \| Państwo \| Drużyna \| Czas \| \| ---------------------- \| ---------------------- \| ---------------------- \| ---------------------- \| ---------------------- \| \| 1. \| Dylan Groenewegen \| Holandia \| Jumbo-Visma \| 3h 47' 26" \| \| 2. \| Mark Cavendish \| Wielka Brytania \| Deceuninck-Quick Step \| + 4" \| \| 3. \| Giacomo Nizzolo \| Włochy \| Qhubeka NextHash \| + 6" \| \| 4. \| Arvid de Kleijn \| Holandia \| Rally Cycling \| + 12" \| \| 5. \| Cees Bol \| Holandia \| Team DSM \| + 12" \| \| 6. \| Mike Teunissen \| Holandia \| Jumbo-Visma \| + 12" \| \| 7. \| Mads Pedersen \| Dania \| Trek-Segafredo \| + 12" \| \| 8. \| Tosh Van der Sande \| Belgia \| Lotto-Soudal \| + 12" \| \| 9. \| Jannik Steimle \| Niemcy \| Deceuninck-Quick Step \| + 12" \| \| 10. \| Louis Bendixen \| Dania \| Dania \| + 12" \| |                    |                 |                       |            |
| |                    |                 |                       |            |
| Źródło: ProCyclingStats |                    |                 |                       |            |
| Klasyfikacja generalna |                    |                 |                       |            |
| Kolarz | Kolarz             | Państwo         | Drużyna               | Czas       |
| 1. | Dylan Groenewegen  | Holandia        | Jumbo-Visma           | 3h 47' 26" |
| 2. | Mark Cavendish     | Wielka Brytania | Deceuninck-Quick Step | + 4"       |
| 3. | Giacomo Nizzolo    | Włochy          | Qhubeka NextHash      | + 6"       |
| 4. | Arvid de Kleijn    | Holandia        | Rally Cycling         | + 12"      |
| 5. | Cees Bol           | Holandia        | Team DSM              | + 12"      |
| 6. | Mike Teunissen     | Holandia        | Jumbo-Visma           | + 12"      |
| 7. | Mads Pedersen      | Dania           | Trek-Segafredo        | + 12"      |
| 8. | Tosh Van der Sande | Belgia          | Lotto-Soudal          | + 12"      |
| 9. | Jannik Steimle     | Niemcy          | Deceuninck-Quick Step | + 12"      |
| 10. | Louis Bendixen     | Dania           | Dania                 | + 12"      |

### Etap 2
| Ribe - Sønderborg | płaski | (189,6 km) |

| \| Klasyfikacja etapu \| Klasyfikacja etapu \| Klasyfikacja etapu \| Klasyfikacja etapu \| Klasyfikacja etapu \| \| Kolarz \| Kolarz \| Państwo \| Drużyna \| Czas \| \| ------------------ \| ------------------ \| ------------------ \| ------------------------- \| ------------------ \| \| 1. \| Mads Pedersen \| Dania \| Trek-Segafredo \| 4h 02' 02" \| \| 2. \| Giacomo Nizzolo \| Włochy \| Qhubeka NextHash \| + 0" \| \| 3. \| Dylan Groenewegen \| Holandia \| Jumbo-Visma \| + 0" \| \| 4. \| Rasmus Tiller \| Norwegia \| Uno-X Pro Cycling Team \| + 0" \| \| 5. \| Jannik Steimle \| Niemcy \| Deceuninck-Quick Step \| + 0" \| \| 6. \| Timothy Dupont \| Belgia \| Bingoal Pauwels Sauces WB \| + 0" \| \| 7. \| Arvid de Kleijn \| Holandia \| Rally Cycling \| + 0" \| \| 8. \| Gerben Thijssen \| Belgia \| Lotto-Soudal \| + 0" \| \| 9. \| Tosh Van der Sande \| Belgia \| Lotto-Soudal \| + 0" \| \| 10. \| Mattias Skjelmose \| Dania \| Trek-Segafredo \| + 0" \| |                    |          |                           |            |
| |                    |          |                           |            |
| Źródło: ProCyclingStats |                    |          |                           |            |
| Klasyfikacja etapu |                    |          |                           |            |
| Kolarz | Kolarz             | Państwo  | Drużyna                   | Czas       |
| 1. | Mads Pedersen      | Dania    | Trek-Segafredo            | 4h 02' 02" |
| 2. | Giacomo Nizzolo    | Włochy   | Qhubeka NextHash          | + 0"       |
| 3. | Dylan Groenewegen  | Holandia | Jumbo-Visma               | + 0"       |
| 4. | Rasmus Tiller      | Norwegia | Uno-X Pro Cycling Team    | + 0"       |
| 5. | Jannik Steimle     | Niemcy   | Deceuninck-Quick Step     | + 0"       |
| 6. | Timothy Dupont     | Belgia   | Bingoal Pauwels Sauces WB | + 0"       |
| 7. | Arvid de Kleijn    | Holandia | Rally Cycling             | + 0"       |
| 8. | Gerben Thijssen    | Belgia   | Lotto-Soudal              | + 0"       |
| 9. | Tosh Van der Sande | Belgia   | Lotto-Soudal              | + 0"       |
| 10. | Mattias Skjelmose  | Dania    | Trek-Segafredo            | + 0"       |

| \| Klasyfikacja generalna \| Klasyfikacja generalna \| Klasyfikacja generalna \| Klasyfikacja generalna \| Klasyfikacja generalna \| \| Kolarz \| Kolarz \| Państwo \| Drużyna \| Czas \| \| ---------------------- \| ---------------------- \| ---------------------- \| ------------------------ \| ---------------------- \| \| 1. \| Dylan Groenewegen \| Holandia \| Jumbo-Visma \| 7h 49' 24" \| \| 2. \| Giacomo Nizzolo \| Włochy \| Qhubeka NextHash \| + 4" \| \| 3. \| Mads Pedersen \| Dania \| Trek-Segafredo \| + 6" \| \| 4. \| Mark Cavendish \| Wielka Brytania \| Deceuninck-Quick Step \| + 8" \| \| 5. \| Kenneth Van Rooy \| Belgia \| Sport Vlaanderen-Baloise \| + 13" \| \| 6. \| Arvid de Kleijn \| Holandia \| Rally Cycling \| + 16" \| \| 7. \| Jannik Steimle \| Niemcy \| Deceuninck-Quick Step \| + 16" \| \| 8. \| Tosh Van der Sande \| Belgia \| Lotto-Soudal \| + 16" \| \| 9. \| Gerben Thijssen \| Belgia \| Lotto-Soudal \| + 16" \| \| 10. \| Rasmus Tiller \| Norwegia \| Uno-X Pro Cycling Team \| + 16" \| |                    |                 |                          |            |
| |                    |                 |                          |            |
| Źródło: ProCyclingStats |                    |                 |                          |            |
| Klasyfikacja generalna |                    |                 |                          |            |
| Kolarz | Kolarz             | Państwo         | Drużyna                  | Czas       |
| 1. | Dylan Groenewegen  | Holandia        | Jumbo-Visma              | 7h 49' 24" |
| 2. | Giacomo Nizzolo    | Włochy          | Qhubeka NextHash         | + 4"       |
| 3. | Mads Pedersen      | Dania           | Trek-Segafredo           | + 6"       |
| 4. | Mark Cavendish     | Wielka Brytania | Deceuninck-Quick Step    | + 8"       |
| 5. | Kenneth Van Rooy   | Belgia          | Sport Vlaanderen-Baloise | + 13"      |
| 6. | Arvid de Kleijn    | Holandia        | Rally Cycling            | + 16"      |
| 7. | Jannik Steimle     | Niemcy          | Deceuninck-Quick Step    | + 16"      |
| 8. | Tosh Van der Sande | Belgia          | Lotto-Soudal             | + 16"      |
| 9. | Gerben Thijssen    | Belgia          | Lotto-Soudal             | + 16"      |
| 10. | Rasmus Tiller      | Norwegia        | Uno-X Pro Cycling Team   | + 16"      |

### Etap 3
| Tønder - Vejle | pagórkowaty | (219,2 km) |

| \| Klasyfikacja etapu \| Klasyfikacja etapu \| Klasyfikacja etapu \| Klasyfikacja etapu \| Klasyfikacja etapu \| \| Kolarz \| Kolarz \| Państwo \| Drużyna \| Czas \| \| ------------------ \| --------------------- \| ------------------ \| ------------------------- \| ------------------ \| \| 1. \| Remco Evenepoel \| Belgia \| Deceuninck-Quick Step \| 4h 54' 44" \| \| 2. \| Tosh Van der Sande \| Belgia \| Lotto-Soudal \| + 1' 29" \| \| 3. \| Nick van der Lijke \| Holandia \| Riwal Cycling Team \| + 1' 32" \| \| 4. \| Mike Teunissen \| Holandia \| Jumbo-Visma \| + 1' 32" \| \| 5. \| Mads Pedersen \| Dania \| Trek-Segafredo \| + 1' 41" \| \| 6. \| Anthon Charmig \| Dania \| Uno-X Pro Cycling Team \| + 1' 54" \| \| 7. \| Mattias Skjelmose \| Dania \| Trek-Segafredo \| + 3' 21" \| \| 8. \| Milan Menten \| Belgia \| Bingoal Pauwels Sauces WB \| + 3' 21" \| \| 9. \| Mads Rahbek \| Dania \| BHS-PL Beton Bornholm \| + 3' 23" \| \| 10. \| Jeppe Aaskov Pallesen \| Dania \| ColoQuick \| + 3' 23" \| |                       |          |                           |            |
| |                       |          |                           |            |
| Źródło: ProCyclingStats |                       |          |                           |            |
| Klasyfikacja etapu |                       |          |                           |            |
| Kolarz | Kolarz                | Państwo  | Drużyna                   | Czas       |
| 1. | Remco Evenepoel       | Belgia   | Deceuninck-Quick Step     | 4h 54' 44" |
| 2. | Tosh Van der Sande    | Belgia   | Lotto-Soudal              | + 1' 29"   |
| 3. | Nick van der Lijke    | Holandia | Riwal Cycling Team        | + 1' 32"   |
| 4. | Mike Teunissen        | Holandia | Jumbo-Visma               | + 1' 32"   |
| 5. | Mads Pedersen         | Dania    | Trek-Segafredo            | + 1' 41"   |
| 6. | Anthon Charmig        | Dania    | Uno-X Pro Cycling Team    | + 1' 54"   |
| 7. | Mattias Skjelmose     | Dania    | Trek-Segafredo            | + 3' 21"   |
| 8. | Milan Menten          | Belgia   | Bingoal Pauwels Sauces WB | + 3' 21"   |
| 9. | Mads Rahbek           | Dania    | BHS-PL Beton Bornholm     | + 3' 23"   |
| 10. | Jeppe Aaskov Pallesen | Dania    | ColoQuick                 | + 3' 23"   |

| \| Klasyfikacja generalna \| Klasyfikacja generalna \| Klasyfikacja generalna \| Klasyfikacja generalna \| Klasyfikacja generalna \| \| Kolarz \| Kolarz \| Państwo \| Drużyna \| Czas \| \| ---------------------- \| ---------------------- \| ---------------------- \| ------------------------- \| ---------------------- \| \| 1. \| Remco Evenepoel \| Belgia \| Deceuninck-Quick Step \| 12h 44' 14" \| \| 2. \| Tosh Van der Sande \| Belgia \| Lotto-Soudal \| + 1' 33" \| \| 3. \| Mads Pedersen \| Dania \| Trek-Segafredo \| + 1' 36" \| \| 4. \| Nick van der Lijke \| Holandia \| Riwal Cycling Team \| + 1' 38" \| \| 5. \| Mike Teunissen \| Holandia \| Jumbo-Visma \| + 1' 40" \| \| 6. \| Anthon Charmig \| Dania \| Uno-X Pro Cycling Team \| + 2' 04" \| \| 7. \| Milan Menten \| Belgia \| Bingoal Pauwels Sauces WB \| + 3' 31" \| \| 8. \| Mattias Skjelmose \| Dania \| Trek-Segafredo \| + 3' 31" \| \| 9. \| Rasmus Tiller \| Norwegia \| Uno-X Pro Cycling Team \| + 3' 33" \| \| 10. \| Lucas Eriksson \| Szwecja \| Riwal Cycling Team \| + 3' 33" \| |                    |          |                           |             |
| |                    |          |                           |             |
| Źródło: ProCyclingStats |                    |          |                           |             |
| Klasyfikacja generalna |                    |          |                           |             |
| Kolarz | Kolarz             | Państwo  | Drużyna                   | Czas        |
| 1. | Remco Evenepoel    | Belgia   | Deceuninck-Quick Step     | 12h 44' 14" |
| 2. | Tosh Van der Sande | Belgia   | Lotto-Soudal              | + 1' 33"    |
| 3. | Mads Pedersen      | Dania    | Trek-Segafredo            | + 1' 36"    |
| 4. | Nick van der Lijke | Holandia | Riwal Cycling Team        | + 1' 38"    |
| 5. | Mike Teunissen     | Holandia | Jumbo-Visma               | + 1' 40"    |
| 6. | Anthon Charmig     | Dania    | Uno-X Pro Cycling Team    | + 2' 04"    |
| 7. | Milan Menten       | Belgia   | Bingoal Pauwels Sauces WB | + 3' 31"    |
| 8. | Mattias Skjelmose  | Dania    | Trek-Segafredo            | + 3' 31"    |
| 9. | Rasmus Tiller      | Norwegia | Uno-X Pro Cycling Team    | + 3' 33"    |
| 10. | Lucas Eriksson     | Szwecja  | Riwal Cycling Team        | + 3' 33"    |

### Etap 4
| Holbæk - Kalundborg | pagórkowaty | (188,4 km) |

| \| Klasyfikacja etapu \| Klasyfikacja etapu \| Klasyfikacja etapu \| Klasyfikacja etapu \| Klasyfikacja etapu \| \| Kolarz \| Kolarz \| Państwo \| Drużyna \| Czas \| \| ------------------ \| -------------------------- \| ------------------ \| ------------------------ \| ------------------ \| \| 1. \| Colin Joyce \| Stany Zjednoczone \| Rally Cycling \| \| \| 2. \| Sebastian Nielsen \| Dania \| Restaurant Suri-Carl Ras \| + 0" \| \| 3. \| Martin Salmon \| Niemcy \| Team DSM \| + 0" \| \| 4. \| Magnus Bak Klaris \| Dania \| Dania \| + 0" \| \| 5. \| Aaron Van Poucke \| Belgia \| Sport Vlaanderen-Baloise \| + 0" \| \| 6. \| Mads Østergaard Kristensen \| Dania \| ColoQuick \| + 2" \| \| 7. \| Giacomo Nizzolo \| Włochy \| Qhubeka NextHash \| + 6" \| \| 8. \| Mads Pedersen \| Dania \| Trek-Segafredo \| + 6" \| \| 9. \| Mark Cavendish \| Wielka Brytania \| Deceuninck-Quick Step \| + 6" \| \| 10. \| Michael Mørkøv \| Dania \| Deceuninck-Quick Step \| + 6" \| |                            |                   |                          |      |
| |                            |                   |                          |      |
| Źródło: ProCyclingStats |                            |                   |                          |      |
| Klasyfikacja etapu |                            |                   |                          |      |
| Kolarz | Kolarz                     | Państwo           | Drużyna                  | Czas |
| 1. | Colin Joyce                | Stany Zjednoczone | Rally Cycling            |      |
| 2. | Sebastian Nielsen          | Dania             | Restaurant Suri-Carl Ras | + 0" |
| 3. | Martin Salmon              | Niemcy            | Team DSM                 | + 0" |
| 4. | Magnus Bak Klaris          | Dania             | Dania                    | + 0" |
| 5. | Aaron Van Poucke           | Belgia            | Sport Vlaanderen-Baloise | + 0" |
| 6. | Mads Østergaard Kristensen | Dania             | ColoQuick                | + 2" |
| 7. | Giacomo Nizzolo            | Włochy            | Qhubeka NextHash         | + 6" |
| 8. | Mads Pedersen              | Dania             | Trek-Segafredo           | + 6" |
| 9. | Mark Cavendish             | Wielka Brytania   | Deceuninck-Quick Step    | + 6" |
| 10. | Michael Mørkøv             | Dania             | Deceuninck-Quick Step    | + 6" |

| \| Klasyfikacja generalna \| Klasyfikacja generalna \| Klasyfikacja generalna \| Klasyfikacja generalna \| Klasyfikacja generalna \| \| Kolarz \| Kolarz \| Państwo \| Drużyna \| Czas \| \| ---------------------- \| ---------------------- \| ---------------------- \| ------------------------- \| ---------------------- \| \| 1. \| Remco Evenepoel \| Belgia \| Deceuninck-Quick Step \| 7h 07' 04" \| \| 2. \| Tosh Van der Sande \| Belgia \| Lotto-Soudal \| + 1' 33" \| \| 3. \| Mads Pedersen \| Dania \| Trek-Segafredo \| + 1' 36" \| \| 4. \| Nick van der Lijke \| Holandia \| Riwal Cycling Team \| + 1' 38" \| \| 5. \| Mike Teunissen \| Holandia \| Jumbo-Visma \| + 1' 40" \| \| 6. \| Anthon Charmig \| Dania \| Uno-X DARE Development \| + 2' 16" \| \| 7. \| Milan Menten \| Belgia \| Bingoal Pauwels Sauces WB \| + 3' 31" \| \| 8. \| Rasmus Tiller \| Norwegia \| Uno-X Pro Cycling Team \| + 3' 33" \| \| 9. \| Lucas Eriksson \| Szwecja \| Riwal Cycling Team \| + 3' 33" \| \| 10. \| Mattias Skjelmose \| Dania \| Trek-Segafredo \| + 3' 43" \| |                    |          |                           |            |
| |                    |          |                           |            |
| Źródło: ProCyclingStats |                    |          |                           |            |
| Klasyfikacja generalna |                    |          |                           |            |
| Kolarz | Kolarz             | Państwo  | Drużyna                   | Czas       |
| 1. | Remco Evenepoel    | Belgia   | Deceuninck-Quick Step     | 7h 07' 04" |
| 2. | Tosh Van der Sande | Belgia   | Lotto-Soudal              | + 1' 33"   |
| 3. | Mads Pedersen      | Dania    | Trek-Segafredo            | + 1' 36"   |
| 4. | Nick van der Lijke | Holandia | Riwal Cycling Team        | + 1' 38"   |
| 5. | Mike Teunissen     | Holandia | Jumbo-Visma               | + 1' 40"   |
| 6. | Anthon Charmig     | Dania    | Uno-X DARE Development    | + 2' 16"   |
| 7. | Milan Menten       | Belgia   | Bingoal Pauwels Sauces WB | + 3' 31"   |
| 8. | Rasmus Tiller      | Norwegia | Uno-X Pro Cycling Team    | + 3' 33"   |
| 9. | Lucas Eriksson     | Szwecja  | Riwal Cycling Team        | + 3' 33"   |
| 10. | Mattias Skjelmose  | Dania    | Trek-Segafredo            | + 3' 43"   |

### Etap 5
| Frederiksberg - Frederiksberg | jazda indywidualna na czas | (10,8 km) |

| \| Klasyfikacja etapu \| Klasyfikacja etapu \| Klasyfikacja etapu \| Klasyfikacja etapu \| Klasyfikacja etapu \| \| Kolarz \| Kolarz \| Państwo \| Drużyna \| Czas \| \| ------------------ \| -------------------- \| ------------------ \| ---------------------- \| ------------------ \| \| 1. \| Remco Evenepoel \| Belgia \| Deceuninck-Quick Step \| 12' 13" \| \| 2. \| Søren Kragh Andersen \| Dania \| Team DSM \| + 1" \| \| 3. \| Mads Pedersen \| Dania \| Trek-Segafredo \| + 6" \| \| 4. \| Edoardo Affini \| Włochy \| Jumbo-Visma \| + 7" \| \| 5. \| Jannik Steimle \| Niemcy \| Deceuninck-Quick Step \| + 14" \| \| 6. \| Mike Teunissen \| Holandia \| Jumbo-Visma \| + 20" \| \| 7. \| Mattias Skjelmose \| Dania \| Trek-Segafredo \| + 23" \| \| 8. \| Morten Hulgaard \| Dania \| Uno-X Pro Cycling Team \| + 28" \| \| 9. \| Mark Cavendish \| Wielka Brytania \| Deceuninck-Quick Step \| + 31" \| \| 10. \| Adam Holm Jørgensen \| Dania \| BHS-PL Beton Bornholm \| + 33" \| |                      |                 |                        |         |
| |                      |                 |                        |         |
| Źródło: ProCyclingStats |                      |                 |                        |         |
| Klasyfikacja etapu |                      |                 |                        |         |
| Kolarz | Kolarz               | Państwo         | Drużyna                | Czas    |
| 1. | Remco Evenepoel      | Belgia          | Deceuninck-Quick Step  | 12' 13" |
| 2. | Søren Kragh Andersen | Dania           | Team DSM               | + 1"    |
| 3. | Mads Pedersen        | Dania           | Trek-Segafredo         | + 6"    |
| 4. | Edoardo Affini       | Włochy          | Jumbo-Visma            | + 7"    |
| 5. | Jannik Steimle       | Niemcy          | Deceuninck-Quick Step  | + 14"   |
| 6. | Mike Teunissen       | Holandia        | Jumbo-Visma            | + 20"   |
| 7. | Mattias Skjelmose    | Dania           | Trek-Segafredo         | + 23"   |
| 8. | Morten Hulgaard      | Dania           | Uno-X Pro Cycling Team | + 28"   |
| 9. | Mark Cavendish       | Wielka Brytania | Deceuninck-Quick Step  | + 31"   |
| 10. | Adam Holm Jørgensen  | Dania           | BHS-PL Beton Bornholm  | + 33"   |

## Klasyfikacje

### Klasyfikacja generalna
| \| Klasyfikacja generalna \| Klasyfikacja generalna \| Klasyfikacja generalna \| Klasyfikacja generalna \| Klasyfikacja generalna \| \| Kolarz \| Kolarz \| Państwo \| Drużyna \| Czas \| \| ---------------------- \| ---------------------- \| ---------------------- \| ---------------------- \| ---------------------- \| \| 1. \| Remco Evenepoel \| Belgia \| Deceuninck-Quick Step \| 17h 19' 17" \| \| 2. \| Mads Pedersen \| Dania \| Trek-Segafredo \| + 1' 42" \| \| 3. \| Mike Teunissen \| Holandia \| Jumbo-Visma \| + 2' 00" \| \| 4. \| Nick van der Lijke \| Holandia \| Riwal Cycling Team \| + 2' 14" \| \| 5. \| Tosh Van der Sande \| Belgia \| Lotto-Soudal \| + 2' 30" \| \| 6. \| Søren Kragh Andersen \| Dania \| Team DSM \| + 3' 46" \| \| 7. \| Anthon Charmig \| Dania \| Uno-X Pro Cycling Team \| + 3' 51" \| \| 8. \| Mattias Skjelmose \| Dania \| Trek-Segafredo \| + 4' 06" \| \| 9. \| Julien Bernard \| Francja \| Trek-Segafredo \| + 4' 42" \| \| 10. \| Lucas Eriksson \| Szwecja \| Riwal Cycling Team \| + 4' 42" \| |                      |          |                        |             |
| |                      |          |                        |             |
| Źródło: ProCyclingStats |                      |          |                        |             |
| Klasyfikacja generalna |                      |          |                        |             |
| Kolarz | Kolarz               | Państwo  | Drużyna                | Czas        |
| 1. | Remco Evenepoel      | Belgia   | Deceuninck-Quick Step  | 17h 19' 17" |
| 2. | Mads Pedersen        | Dania    | Trek-Segafredo         | + 1' 42"    |
| 3. | Mike Teunissen       | Holandia | Jumbo-Visma            | + 2' 00"    |
| 4. | Nick van der Lijke   | Holandia | Riwal Cycling Team     | + 2' 14"    |
| 5. | Tosh Van der Sande   | Belgia   | Lotto-Soudal           | + 2' 30"    |
| 6. | Søren Kragh Andersen | Dania    | Team DSM               | + 3' 46"    |
| 7. | Anthon Charmig       | Dania    | Uno-X Pro Cycling Team | + 3' 51"    |
| 8. | Mattias Skjelmose    | Dania    | Trek-Segafredo         | + 4' 06"    |
| 9. | Julien Bernard       | Francja  | Trek-Segafredo         | + 4' 42"    |
| 10. | Lucas Eriksson       | Szwecja  | Riwal Cycling Team     | + 4' 42"    |

| Klasyfikacja punktowa | Klasyfikacja punktowa | Klasyfikacja punktowa | Klasyfikacja punktowa    | Klasyfikacja punktowa |
| Kolarz                | Kolarz                | Państwo               | Drużyna                  | Punkty                |
| --------------------- | --------------------- | --------------------- | ------------------------ | --------------------- |
| 1.                    | Mads Pedersen         | Dania                 | Trek-Segafredo           | 52 pkt                |
| 2.                    | Remco Evenepoel       | Belgia                | Deceuninck-Quick Step    | 30 pkt                |
| 3.                    | Giacomo Nizzolo       | Włochy                | Qhubeka NextHash         | 29 pkt                |
| 4.                    | Mike Teunissen        | Holandia              | Jumbo-Visma              | 26 pkt                |
| 5.                    | Dylan Groenewegen     | Holandia              | Jumbo-Visma              | 25 pkt                |
| 6.                    | Tosh Van der Sande    | Belgia                | Lotto-Soudal             | 21 pkt                |
| 8.                    | Mark Cavendish        | Wielka Brytania       | Deceuninck-Quick Step    | 20 pkt                |
| 9.                    | Colin Joyce           | Stany Zjednoczone     | Rally Cycling            | 18 pkt                |
| 10.                   | Sebastian Nielsen     | Dania                 | Restaurant Suri-Carl Ras | 18 pkt                |
| 10.                   | Jannik Steimle        | Niemcy                | Deceuninck-Quick Step    | 20 pkt                |

| Klasyfikacja punktowa | Klasyfikacja punktowa | Klasyfikacja punktowa | Klasyfikacja punktowa    | Klasyfikacja punktowa |
| Kolarz                | Kolarz                | Państwo               | Drużyna                  | Punkty                |
| --------------------- | --------------------- | --------------------- | ------------------------ | --------------------- |
| 1.                    | Mads Pedersen         | Dania                 | Trek-Segafredo           | 52 pkt                |
| 2.                    | Remco Evenepoel       | Belgia                | Deceuninck-Quick Step    | 30 pkt                |
| 3.                    | Giacomo Nizzolo       | Włochy                | Qhubeka NextHash         | 29 pkt                |
| 4.                    | Mike Teunissen        | Holandia              | Jumbo-Visma              | 26 pkt                |
| 5.                    | Dylan Groenewegen     | Holandia              | Jumbo-Visma              | 25 pkt                |
| 6.                    | Tosh Van der Sande    | Belgia                | Lotto-Soudal             | 21 pkt                |
| 8.                    | Mark Cavendish        | Wielka Brytania       | Deceuninck-Quick Step    | 20 pkt                |
| 9.                    | Colin Joyce           | Stany Zjednoczone     | Rally Cycling            | 18 pkt                |
| 10.                   | Sebastian Nielsen     | Dania                 | Restaurant Suri-Carl Ras | 18 pkt                |
| 10.                   | Jannik Steimle        | Niemcy                | Deceuninck-Quick Step    | 20 pkt                |

| Klasyfikacja górska | Klasyfikacja górska    | Klasyfikacja górska | Klasyfikacja górska       | Klasyfikacja górska |
| Kolarz              | Kolarz                 | Państwo             | Drużyna                   | Punkty              |
| ------------------- | ---------------------- | ------------------- | ------------------------- | ------------------- |
| 1.                  | Rasmus Bøgh Wallin     | Dania               | Dania                     | 40 pkt              |
| 2.                  | Emil Toudal            | Dania               | BHS-PL Beton Bornholm     | 40 pkt              |
| 3.                  | Frederik Irgens Jensen | Dania               | BHS-PL Beton Bornholm     | 32 pkt              |
| 4.                  | Jannik Steimle         | Niemcy              | Deceuninck-Quick Step     | 16 pkt              |
| 5.                  | Julien Bernard         | Francja             | Trek-Segafredo            | 12 pkt              |
| 6.                  | Jesper Hansen          | Dania               | Riwal Cycling Team        | 12 pkt              |
| 7.                  | Daniel Stampe          | Dania               | Dania                     | 12 pkt              |
| 8.                  | Norbert Banaszek       | Polska              | HRE Mazowsze Serce Polski | 12 pkt              |
| 9.                  | Anders Foldager        | Dania               | Dania                     | 12 pkt              |
| 10.                 | Jakub Kaczmarek        | Polska              | HRE Mazowsze Serce Polski | 12 pkt              |

| Klasyfikacja górska | Klasyfikacja górska    | Klasyfikacja górska | Klasyfikacja górska       | Klasyfikacja górska |
| Kolarz              | Kolarz                 | Państwo             | Drużyna                   | Punkty              |
| ------------------- | ---------------------- | ------------------- | ------------------------- | ------------------- |
| 1.                  | Rasmus Bøgh Wallin     | Dania               | Dania                     | 40 pkt              |
| 2.                  | Emil Toudal            | Dania               | BHS-PL Beton Bornholm     | 40 pkt              |
| 3.                  | Frederik Irgens Jensen | Dania               | BHS-PL Beton Bornholm     | 32 pkt              |
| 4.                  | Jannik Steimle         | Niemcy              | Deceuninck-Quick Step     | 16 pkt              |
| 5.                  | Julien Bernard         | Francja             | Trek-Segafredo            | 12 pkt              |
| 6.                  | Jesper Hansen          | Dania               | Riwal Cycling Team        | 12 pkt              |
| 7.                  | Daniel Stampe          | Dania               | Dania                     | 12 pkt              |
| 8.                  | Norbert Banaszek       | Polska              | HRE Mazowsze Serce Polski | 12 pkt              |
| 9.                  | Anders Foldager        | Dania               | Dania                     | 12 pkt              |
| 10.                 | Jakub Kaczmarek        | Polska              | HRE Mazowsze Serce Polski | 12 pkt              |

| Klasyfikacja młodzieżowa | Klasyfikacja młodzieżowa | Klasyfikacja młodzieżowa | Klasyfikacja młodzieżowa | Klasyfikacja młodzieżowa |
| Kolarz                   | Kolarz                   | Państwo                  | Drużyna                  | Czas                     |
| ------------------------ | ------------------------ | ------------------------ | ------------------------ | ------------------------ |
| 1.                       | Remco Evenepoel          | Belgia                   | Deceuninck-Quick Step    | 17h 19' 17"              |
| 2.                       | Mattias Skjelmose        | Dania                    | Trek-Segafredo           | + 4' 06"                 |
| 3.                       | Rick Pluimers            | Holandia                 | Jumbo-Visma              | + 10' 46"                |
| 4.                       | Antonio Puppio           | Włochy                   | Qhubeka NextHash         | + 14' 37"                |
| 5.                       | Kasper Andersen          | Dania                    | ColoQuick                | + 15' 14"                |
| 6.                       | Sébastien Grignard       | Belgia                   | Lotto-Soudal             | + 16' 07"                |
| 7.                       | Tim van Dijke            | Holandia                 | Jumbo-Visma              | + 17' 03"                |
| 8.                       | Sebastian Nielsen        | Dania                    | Restaurant Suri-Carl Ras | + 19' 53"                |
| 9.                       | Frederik Irgens Jensen   | Dania                    | BHS-PL Beton Bornholm    | + 21' 44"                |
| 10.                      | Fabio Mazzucco           | Włochy                   | Bardiani CSF Faizanè     | + 22' 15"                |

| Klasyfikacja młodzieżowa | Klasyfikacja młodzieżowa | Klasyfikacja młodzieżowa | Klasyfikacja młodzieżowa | Klasyfikacja młodzieżowa |
| Kolarz                   | Kolarz                   | Państwo                  | Drużyna                  | Czas                     |
| ------------------------ | ------------------------ | ------------------------ | ------------------------ | ------------------------ |
| 1.                       | Remco Evenepoel          | Belgia                   | Deceuninck-Quick Step    | 17h 19' 17"              |
| 2.                       | Mattias Skjelmose        | Dania                    | Trek-Segafredo           | + 4' 06"                 |
| 3.                       | Rick Pluimers            | Holandia                 | Jumbo-Visma              | + 10' 46"                |
| 4.                       | Antonio Puppio           | Włochy                   | Qhubeka NextHash         | + 14' 37"                |
| 5.                       | Kasper Andersen          | Dania                    | ColoQuick                | + 15' 14"                |
| 6.                       | Sébastien Grignard       | Belgia                   | Lotto-Soudal             | + 16' 07"                |
| 7.                       | Tim van Dijke            | Holandia                 | Jumbo-Visma              | + 17' 03"                |
| 8.                       | Sebastian Nielsen        | Dania                    | Restaurant Suri-Carl Ras | + 19' 53"                |
| 9.                       | Frederik Irgens Jensen   | Dania                    | BHS-PL Beton Bornholm    | + 21' 44"                |
| 10.                      | Fabio Mazzucco           | Włochy                   | Bardiani CSF Faizanè     | + 22' 15"                |

| Klasyfikacja drużynowa | Klasyfikacja drużynowa | Klasyfikacja drużynowa | Klasyfikacja drużynowa |
| Drużyna                | Drużyna                | Państwo                | Czas                   |
| ---------------------- | ---------------------- | ---------------------- | ---------------------- |
| 1.                     | Trek-Segafredo         | Stany Zjednoczone      | 52h 08' 18"            |
| 2.                     | Deceuninck-Quick Step  | Belgia                 | + 4' 59"               |
| 3.                     | Jumbo-Visma            | Holandia               | + 10' 27"              |
| 4.                     | Riwal                  | Dania                  | + 10' 37"              |
| 5.                     | Uno-X Pro Cycling Team | Norwegia               | + 12' 39"              |
| 6.                     | ColoQuick              | Dania                  | + 22' 28"              |
| 7.                     | Rally Cycling          | Stany Zjednoczone      | + 22' 31"              |
| 8.                     | Lotto Soudal           | Belgia                 | + 23' 00"              |
| 9.                     | Dania                  | Dania                  | + 24' 13"              |
| 10.                    | Qhubeka NextHash       | Południowa Afryka      | + 24' 58"              |

| Klasyfikacja drużynowa | Klasyfikacja drużynowa | Klasyfikacja drużynowa | Klasyfikacja drużynowa |
| Drużyna                | Drużyna                | Państwo                | Czas                   |
| ---------------------- | ---------------------- | ---------------------- | ---------------------- |
| 1.                     | Trek-Segafredo         | Stany Zjednoczone      | 52h 08' 18"            |
| 2.                     | Deceuninck-Quick Step  | Belgia                 | + 4' 59"               |
| 3.                     | Jumbo-Visma            | Holandia               | + 10' 27"              |
| 4.                     | Riwal                  | Dania                  | + 10' 37"              |
| 5.                     | Uno-X Pro Cycling Team | Norwegia               | + 12' 39"              |
| 6.                     | ColoQuick              | Dania                  | + 22' 28"              |
| 7.                     | Rally Cycling          | Stany Zjednoczone      | + 22' 31"              |
| 8.                     | Lotto Soudal           | Belgia                 | + 23' 00"              |
| 9.                     | Dania                  | Dania                  | + 24' 13"              |
| 10.                    | Qhubeka NextHash       | Południowa Afryka      | + 24' 58"              |

### Liderzy klasyfikacji
| Etap   |                            | Pierwsze miejsce _ | Klasyfikacja generalna | Punktowa          | Górska                 | Młodzieżowa       | Najaktywniejszych  | Drużynowa _           |
| ------ | -------------------------- | ------------------ | ---------------------- | ----------------- | ---------------------- | ----------------- | ------------------ | --------------------- |
| 1      | płaski                     | Dylan Groenewegen  | Dylan Groenewegen      | Dylan Groenewegen | Frederik Irgens Jensen | Morten Nørtoft    | Rasmus Bøgh Wallin | Deceuninck-Quick Step |
| 2      | płaski                     | Mads Pedersen      | Dylan Groenewegen      | Dylan Groenewegen | Rasmus Bøgh Wallin     | Mattias Skjelmose | Rasmus Bøgh Wallin | Trek-Segafredo        |
| 3      | pagórkowaty                | Remco Evenepoel    | Remco Evenepoel        | Mads Pedersen     | Rasmus Bøgh Wallin     | Remco Evenepoel   | Daniel Stampe      | Trek-Segafredo        |
| 4      | pagórkowaty                | Colin Joyce        | Remco Evenepoel        | Mads Pedersen     | Rasmus Bøgh Wallin     | Remco Evenepoel   | Emil Toudal        | Trek-Segafredo        |
| 5      | jazda indywidualna na czas | Remco Evenepoel    | Remco Evenepoel        | Mads Pedersen     | Rasmus Bøgh Wallin     | Remco Evenepoel   | nie przyznano      | Trek-Segafredo        |
| Koniec | Koniec                     |                    | Remco Evenepoel        | Mads Pedersen     | Rasmus Bøgh Wallin     | Remco Evenepoel   | Rasmus Bøgh Wallin | Trek-Segafredo        |